# Іль-Зембра-е-Зембретта (біосферний заповідник)
Іль-Зембра-е-Зембретта (фр. Îles Zembra et Zembretta), або острови Зембра і Зембретта — біосферний заповідник і національний парк в Тунісі.

## Фізико-географічна характеристика

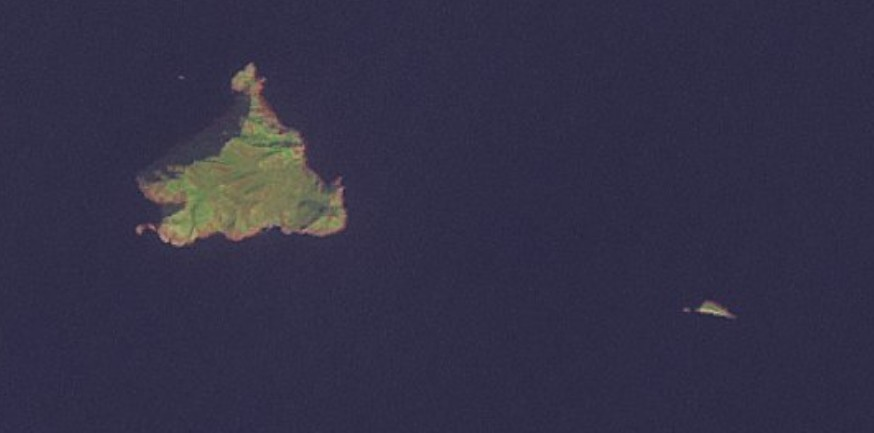
Острови Зембра і Зембретта

Заповідник розташований в Туніській затоці Середземного моря на островах Зембра і Зембретта неподалік від півострова Кап-Бон (Cap-Bon). Зембра — високогірний острів, висота над рівнем моря може досягати 435 метрів. Острів Зембрета — велике скельне утворення 400 метрів завдовжки і 50 метрів завширшки, розташоване між островом Зембра і півостровом. У морській частині заповідника глибина досягає 120 метрів .
У базі даних світової мережі біосферних заповідників зазначені такі координати заповідника: 37°06′ пн. ш. 10°48′ сх. д. / 37.100° пн. ш. 10.800° сх. д.. Згідно з концепцією зонування заповідників загальна площа території, яка становить 7,91 км² (площа національного парку — 164,88 км²), розділена на дві основні зони: ядро — 5,5 км² (з них 4 км² — морські), буферна зона — 2,41 км². Зони співпраці немає.

## Флора і фауна
На острові Зембра ростуть характерні для середземномор'я види: олива європейська (Olea europea), мастикове дерево (Pistacia lentiscus), суничник великоплідний (Arbutus unedo) і Erica multiflora. Характерні також вічнозелені чагарники: еріка деревоподібна (Erica arborea) і Calycotome villosa. До рідкісних видів відносяться Iberis semperflorens, Dianthus hermaensis і Poterium spinosum. На острові Зембретта в основному ростуть галофіти.
Морський рослинний світ представлений червоними водоростями порфіра (Phyllophora nervosa і Chondrus crispus), коричневими водоростями (Laminaria rodriguezii і Dictyota dichotoma) і зеленими водоростями (Udotea petiolata і Caulerpa prolifera).
Тваринний світ здебільшого представлений в морській частині заповідника. Біля берегів островів водяться звичайні дельфіни (Delphinus delphis). На самих островах водяться дикі кролики (Oryctolagus cuniculus), яких немає на континенті.

## Взаємодія з людиною
Люди проживали на острові Зембра кілька століть і практично знищили місцевий ландшафт. У 1977 році острови були визнані біосферним заповідником і національним парком, ставши при цьому першим національним парком Тунісу . За даними 1999 року на острові Зембра проживає 10 осіб.